# Dekanat kokczetawski
Dekanat kokczetawski (ros. Кокшетауский деканат) – rzymskokatolicki dekanat archidiecezji astańskiej, w Kazachstanie. W jego skład wchodzi 5 parafii leżących w obwodzie akmolskim.

## Parafie dekanatu kokczetawskiego
- Atbasar – parafia Ducha Świętego
- Makinsk – parafia św. Józefa
- Kokczetaw – parafia św. Antoniego
- Stiepnogorsk – parafia Matki Bożej Fatimskiej
- Szczuczyńsk – parafia św. Abrahama